# Adike Bommanahalli, Arkalgud
Adike Bommanahalli là một làng thuộc tehsil Arkalgud, huyện Hassan, bang Karnataka, Ấn Độ.